# Збентеження
Збентеження або незручність або ніяковість — емоційний стан, пов'язаний з дискомфортом від легкого до тяжкого ступеня, який зазвичай виникає, коли хтось робить соціально неприйнятний чи засуджений вчинок, який став гласним. Збентеження, яке часто поєднують із соромом і провиною, вважається емоцією, пов'язаною із самосвідомістю, і, як наслідок, воно може вплинути на думки або поведінку людини.
Зазвичай йдеться про деяке сприйняття втрати честі чи гідності (чи інших високих ідеалів), але рівень і тип збентеження залежить від ситуації. Збентеження нагадує сором, але має менший рівень інтенсивності.
Коли ви дорослішаєте, ваш мозок починає асоціювати певні події з конкретними емоціями, наприклад, із «ніяковістю». Ви сприймаєте цю подію не лише через емоцію, але й через зорові образи, звуки, запахи, відчуття дотику та внутрішні сигнали тіла, об'єднуючи їх у поняття. Коли ви використовуєте це поняття, мозок враховує всі обставини події. Наприклад, якщо, виходячи з води, ви помічаєте, що купальник сповз, мозок може інтерпретувати це як ситуацію «ніяковості». Він порівнює це з іншими випадками, пов'язаними з оголеністю, які ви переживали, — від ситуацій із сильним дискомфортом до більш прийнятних, як після сауни чи інтимної близькості. У певних обставинах мозок може навіть пригадати моменти, коли ви відчували ніяковість у повністю одягненому стані, наприклад, відповідаючи неправильно на уроці. Мозок вибирає асоціації та зразки зі свого поняттєвого банку залежно від ваших цілей і ситуації.